# Сциборский, Николай Орестович
Никола́й Оре́стович Сцибо́рский (укр. Микола Орестович Сціборський, 28 марта 1898, Житомир — 30 августа 1941, там же) — украинский национальный деятель, участвовал в создании армии Украинской Народной Республики (1917—1920). Затем один из руководителей Организации украинских националистов (с 1929), публицист и теоретик украинского национализма, сторонник национально ориентированного тоталитаризма (т. наз. «интегрального национализма»), по профессии — инженер-экономист.

## Биография
В начале Первой мировой войны был призван в российскую армию, дослужился до звания капитана. Дважды был ранен. Был награждён орденами Святой Анны 3 и 4 степеней, Святого Станислава 3 степени и Георгиевским крестом 4 степени. В ноябре 1917 года в боях с немцами был отравлен газами и после пребывания в полевом госпитале признан инвалидом с утратой дееспособности на 50%. Однако в 1918 году перешёл на службу в армию УНР. С 1920 года — подполковник.
После поражения УНР Сциборский находился в эмиграции (в Чехословакии и Франции), окончил Хозакадемию в Подебрадах (1929). В 1925 году стал одним из создателей Лиги украинских националистов, позднее объединившейся с другими националистическими организациями в ОУН. С 1927 года входил в состав Провода (Правления) украинских националистов. В 1928—1934 годах издавал в Праге идеологический орган ОУН — журнал «Розбудова нації» (Построение нации), сотрудничал с другими националистическими изданиями — «Державна нація», «Сурма» (Горн), «Українське слово».
В 1929 году — делегат Первого Сбора украинских националистов в Вене, где был избран первым заместителем председателя и оргреферентом Правления ОУН. Был вторым человеком в ОУН; после убийства Евгения Коновальца некоторое время исполнял обязанности главы ОУН, но фактически власть находилась в руках триумвирата (Ярослав Барановский, Омелян Сеник, Олег Ольжич). В 1940 году после раскола ОУН на «бандеровцев» и «мельниковцев» принял сторону Андрея Мельника, назначен референтом пропаганды.
Сторонник концепции солидаризма (корпоративизма) в духе итальянского фашизма. В августе 1939 года по поручению Андрея Мельника разработал проект Конституции Украины, предусматривавший «тоталитарный, авторитарный, профессионально ориентированный (то есть корпоративный)» режим.

## Гибель
В начале Великой Отечественной войны в составе основной походной группы ОУН отправился в Киев для участия в восстановлении Украинского государства. Был убит вместе с Омеляном Сеником в Житомире. Сторонники Мельника обвинили в убийстве своих конкурентов — сторонников Степана Бандеры, другие источники утверждают, что за покушением мог стоять агент НКВД Кондрат Полуведько, который после покушения бежал из Житомира. 7 сентября 1941 года Провод бандеровского крыла ОУН разослал листовки, в котором приписывание убийства Сеника и Сциборского бандеровцам было названо «провокацией». Ещё одной версией является совершение убийства немецкими оккупантами, её выдвигают в своих исследованиях историки Владимир Гинда, Иван Ковальчук, Сергей Стельникович. «Поход на Киев» завершили О. Кандыба-Ольжич и Н. Величковский.
Похоронен в Житомире, в Преображенском кафедральном соборе. Похороны Сциборского и Сеника, несмотря на дождь, превратились в массовую манифестацию, в которой приняли участие, по словам сторонников ОУН, до 3000 человек.

## Память
Именем Сциборского названа улица в Житомире.

## Сочинения
- «Робітництво і ОУН» (1932)
- «ОУН і селянство» (1933)
- «Націократія» (1935, З изд.)
- «Нац. політика більшовиків в Україні» (1938, также на англ., франц., нем. языках)
- «Демократія»
- «Сталінізм» (3 вид. 1938, 1941, 1947)
- «Україна і нац. політика Совєтів» (1938)
- «Земельне питання» (1939)
- «Україна в цифрах» (1940, нем. изд. 1944)